# شنل شماره ۵

شانل شماره ۵

شانل شماره ۵ (به فرانسوی: Chanel No. 5) اولین عطر طراح مد پاریسی کوکو شانل و به طور پیوسته از زمان معرفی‌اش سال ۱۹۲۱ به فروش می رسد. دولت فرانسه گزارش داده است که هر ۳۰ ثانیه یک بطری شانل ۵ به فروش می‌رسد و فروش سالانه آن، برابر ۱۰۰ میلیون دلار است.